# Glenognatha gloriae
Glenognatha gloriae är en spindelart som först beskrevs av Alexander Petrunkevitch 1930.  Glenognatha gloriae ingår i släktet Glenognatha och familjen käkspindlar.
Artens utbredningsområde är Puerto Rico. Inga underarter finns listade i Catalogue of Life.